# Ana Quintero
Ana Gabriela Quintero Navarro (nacida el 14 de agosto de 2004) es una futbolista panameña que juega como delantera en el Panamá City FC en la Liga de Fútbol Femenino de Panamá.

## Trayectoria

### Inicios
Empezó a jugar al fútbol a los cuatro años gracias a su hermano Gabriel. Estaba todo el tiempo con él y la llevaba al parque de la barriada, Quintas de Monticello. Su papá Benigno la llevaba a las prácticas con su hermano, y siempre la invitaban a jugar. A los siete años empezó a jugar en la liga del Colegio La Salle, donde estudió la primaria y cursa el último año de la secundaria. A los 14 hizo su primera preselección, allí por el 2018, y su primer club fue las Águilas de Panamá.

### Costa del Este FC
En el 2019 comenzó a jugar en la Liga de Fútbol Femenino con el Costa del Este FC en donde disputó el Torneo Clausura 2019 LFF.

### CA Independiente
A mitad del 2019 fue anunciada como nueva jugadora del CA Independiente. Jugó con el club el Torneo Apertura 2019 LFF y el Torneo Edición 2020 LFF.

### CD Plaza Amador
En el 2021 fue anunciada como nueva jugadora del CD Plaza Amador. Salió subcampeona del Torneo Apertura 2021 LFF, del Torneo Clausura 2021 LFF y de la Liga de Fútbol Femenino 2022.

### Sporting SM
El 31 de enero de 2023 fue anunciada como nueva jugadora del Sporting SM. Quedó subcampeona del Torneo Apertura 2023 LFF. Jugó con el club la Copa Interclubes de la Uncaf Femenino 2023 en donde quedaron en el sexto lugar.

### Panamá City FC
El 23 de enero de 2024 fue anunciada como nueva jugadora del Panamá City FC. El 24 de enero de 2024 debutó con el club en la derrota 1 a 2 contra el Santa Fe FC en el Estadio de Los Andes donde anotó el único gol de su equipo.

## Selección nacional

### Categorías inferiores
Fue convocada por la selección sub-20 de Panamá para disputar el Campeonato Femenino Sub-20 de la Concacaf de 2022 en donde jugó 4 partidos.

### Selección absoluta
Su debut con la seleccción absoluta de Panamá fue el 20 de septiembre de 2023 en la victoria 0 a 3 contra Guatemala en el Estadio Pensativo en Guatemala.

## Clubes
| Club              | País   | Año         |
| ----------------- | ------ | ----------- |
| Costa del Este FC | Panamá | 2019        |
| CA Independiente  | Panamá | 2019 - 2020 |
| CD Plaza Amador   | Panamá | 2021 - 2022 |
| Sporting SM       | Panamá | 2023        |
| Panamá City FC    | Panamá | 2024 - Act. |